# Молодёжный чемпионат Украины по футболу 2005/2006
2-й чемпионат Украины по футболу среди дублёров проходил с июля 2005 года, по май 2006 г. Чемпионом стала команда дублёров киевского «Динамо».

## Участники
В турнире дублёров в 2005—2006 годах принимали участие дублирующие составы 16 команд высшей лиги:
| - «Арсенал» Киев - «Волынь» Луцк - «Ворскла» Полтава - «Динамо» Киев - «Днепр» Днепропетровск - «Закарпатье» Ужгород - «Ильичёвец» Мариуполь - «Кривбасс» Кривой Рог | - «Металлист» Харьков - «Металлург» Донецк - «Металлург» Запорожье - «Сталь» Алчевск - «Таврия» Симферополь - «ФК Харьков» Харьков - «Черноморец» Одесса - «Шахтёр» Донецк |

## Итоговая таблица
|    | Команда                | И  | В  | Н | П  | МЗ | МП | О  |
| -- | ---------------------- | -- | -- | - | -- | -- | -- | -- |
| 1  | «Динамо» Киев          | 30 | 24 | 3 | 3  | 83 | 31 | 75 |
| 2  | «Металлист» Харьков    | 30 | 18 | 5 | 7  | 58 | 29 | 59 |
| 3  | «Ильичёвец» Мариуполь  | 30 | 17 | 8 | 5  | 59 | 39 | 59 |
| 4  | «Днепр» Днепропетровск | 30 | 15 | 6 | 9  | 54 | 38 | 51 |
| 5. | «Металлург» Запорожье  | 30 | 15 | 6 | 9  | 56 | 43 | 51 |
| 6  | «Ворскла» Полтава      | 30 | 15 | 4 | 11 | 43 | 39 | 49 |
| 7  | «ФК Харьков» Харьков   | 30 | 14 | 3 | 13 | 49 | 45 | 45 |
| 8  | «Черноморец» Одесса    | 30 | 14 | 3 | 13 | 51 | 49 | 45 |
| 9  | «Арсенал» Киев         | 30 | 12 | 8 | 10 | 41 | 35 | 44 |
| 10 | «Таврия» Симферополь   | 30 | 10 | 6 | 14 | 60 | 59 | 36 |
| 11 | «Кривбасс» Кривой Рог  | 30 | 10 | 5 | 15 | 39 | 51 | 35 |
| 12 | «Металлург» Донецк     | 30 | 9  | 5 | 16 | 39 | 56 | 32 |
| 13 | «Волынь» Луцк          | 30 | 9  | 3 | 18 | 48 | 79 | 30 |
| 14 | «Сталь» Алчевск        | 30 | 8  | 3 | 19 | 39 | 56 | 27 |
| 15 | «Закарпатье» Ужгород   | 30 | 7  | 4 | 19 | 26 | 60 | 25 |
| 16 | «Шахтёр» Донецк        | 30 | 5  | 4 | 21 | 42 | 78 | 19 |

## Бомбардиры
| # | Футболист            | Команда               | Голы |
| - | -------------------- | --------------------- | ---- |
| 1 | Александр Антоненко  | «Ильичёвец» Мариуполь | 20   |
| 2 | Сергей Давыдов       | «Металлист» Харьков   | 18   |
| 3 | Майкл Алози          | «Волынь»              | 16   |
| 4 | Александр Алиев      | «Динамо» Киев         | 14   |
| 5 | Александр Акименко   | «Сталь» Алчевск       | 12   |
| 6 | Александр Батальский | «Арсенал» Киев        | 11   |
| 7 | Андрей Кругляк       | «Металлург» Запорожье | 11   |